# Поздовжній згин

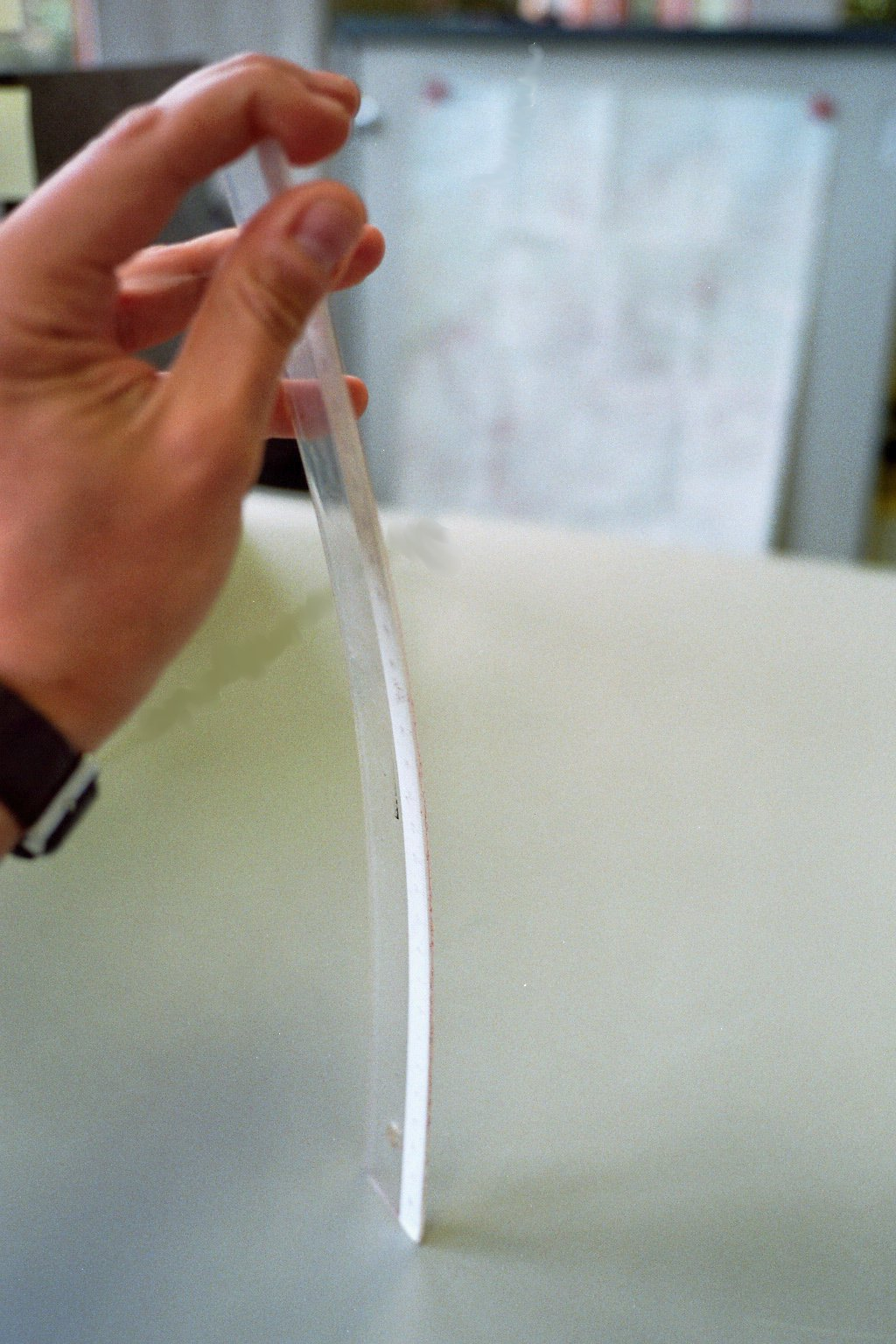
Поздовжні згин лінійки при осьовому стисканні

Поздо́вжній згин — це деформація згину, що виникає при втраті стійкості довгого стрижня (довжина значно більша від розмірів поперечного перерізу) внаслідок дії зовнішньої стискальної сили, спрямованої вздовж стрижня. Поздовжній згин проявляється при досягненні силою критичного значення. Таким чином, критичну силу слід розглядати, як силу при якій відбувається втрата стійкості у вигляді поздовжнього згину та руйнування деталей машин і конструкцій.

## Допустима сила
Допустима сила при якій забезпечується міцність і довговічність визначається за формулою:
{\displaystyle [P]={\frac {P_{KP}}{k_{CT}}}.}
Тут P — діюче навантаження, kCT — коефіцієнт запасу стійкості.

## Критична сила. Формула Ейлера

Способи закріплення стрижня при поздовжньому стисканні

Розрізняють шість основних способів закріплення стрижнів (див. рис.):
- обидва кінці стержня закріплені шарнірно;
- нижній кінець жорстко закріплений, а верхній вільний;
- нижній кінець закріплений жорстко, а верхній шарнірно;
- обидва кінці жорстко закріплені;
- один кінець жорстко закріплений, а другий по ковзній парі в перпендикулярній площині до осі стрижня;
- один кінець закріплений шарнірно, а другий по ковзній парі в перпендикулярній площині до осі стрижня.

Критичну силу для стиснутих стрижнів з врахуванням способу їх закріплення визначають за формулою Ейлера:
{\displaystyle P_{KP}=\left({\frac {\pi }{\mu }}\right)^{2}\cdot {\frac {E\cdot I_{min}}{l^{2}}},}
де Е — модуль Юнга матеріалу стрижня;
Іmin — мінімальний момент інерції перерізу стрижня;
{\displaystyle \mu } — коефіцієнт приведення довжини, що залежить від способу закріплення стрижня (див. рис.);
l — довжина стрижня.

## Поняття гнучкості стрижня
Аналіз границі застосування формули Ейлера показує, що на відміну від дослідження міцності матеріалу при стиску, розрахунок критичного напруження для довгих стрижнів доцільно проводити до границі пропорційності:
{\displaystyle \sigma _{KP}=\left({\frac {\pi }{\mu }}\right)^{2}\cdot {\frac {E\cdot I_{min}}{l^{2}\cdot S}},}
або
{\displaystyle \sigma _{KP}={\frac {\pi ^{2}\cdot E}{\left(\mu {\frac {l}{i_{min}}}\right)^{2}}}\leqslant [\sigma ],}
де {\displaystyle {\frac {l}{i_{min}}}=\lambda } — гнучкість стрижня (безрозмірна величина), яка характеризує здатність чинити опір поздовжньому згину з врахуванням розмірів. Вираз {\displaystyle \mu {\frac {l}{i_{min}}}} має назву приведена гнучкість і враховує, додатково, спосіб закріплення стрижня;
{\displaystyle i_{min}^{2}={\frac {I_{min}}{S}}}  — мінімальний радіус інерції у квадраті.
Граничне значення гнучкості для сталей становить 100 одиниць. При менших значеннях гнучкості формулу Ейлера не застосовують.